# 7.7 cm Infanteriegeschütz L/27
7.7 cm Infanteriegeschütz L/27 (нем. 7,7-сантиметровое лёгкое пехотное орудие) — немецкое 77-миллиметровое пехотное орудие времён Первой мировой войны. Разработано на замену ненадёжному 76-мм пехотному орудию 7.7 cm Infanteriegeschütz L/20.

## Описание
Орудие использовалось германской армией для поддержки пехоты в годы Первой мировой войны. Основой послужила стандартная 77-мм пушка FK 96 neuer Art: ствол и затвор этого оружия были установлены на лафет с маленькими колёсами, на котором отсутствовали кресла для солдат и щит.
Орудие было разработано ближе к концу войны и не было сильно распространено: с весны 1917 года и до конца войны только 18 батарей были оснащены подобным оружием. Поиски немецких инженеров идеального эффективного орудия поддержки пехоты привели к тому, что в немецкой армии стала распространяться австро-венгерская 75-мм горная пушка М15, которая использовалась немцами и во Второй мировой войне.